# Mompang (a Julu)
Mompang is een bestuurslaag in het regentschap Padang Sidempuan van de provincie Noord-Sumatra, Indonesië. Mompang telt 1027 inwoners (volkstelling 2010).